# Tamilnadia uliginosa
Tamilnadia uliginosa là một loài thực vật có hoa trong họ Thiến thảo. Loài này được (Retz.) Tirveng. & Sastre miêu tả khoa học đầu tiên năm 1979.